# Barbès – Rochechouart metróállomás
A Barbès – Rochechouart egy metróállomás Franciaországban, Párizsban a párizsi metró 2-es és 4-es metróvonalán. Tulajdonosa és üzemeltetője a RATP.

## Metróvonalak
Az állomást az alábbi metróvonalak érintik:
- 2-es metróvonal
- 4-es metróvonal

## Kapcsolódó állomások
A metróállomáshoz az alábbi állomások vannak a legközelebb:
- Anvers (Porte Dauphine, 2-es metróvonal)
- La Chapelle (Nation, 2-es metróvonal)
- Château Rouge (Porte de Clignancourt, 4-es metróvonal)
- Gare du Nord (Bagneux–Lucie Aubrac metróállomás, 4-es metróvonal)